# Броя, Сельфидже
Сельфи́дже Бро́я (алб. Selfixhe Broja, в девичестве Сельфи́дже Ци́у алб. Selfixhe Ciu, псевдоним Kolombja; 1918, Гирокастра — 2003, Тирана) — албанская писательница и переводчица. Она была первой албанской писательницей, публиковавшейся в Албании. 28 ноября 1935 года, когда ей было 17 лет, Сельфидже Циу под псевдонимом Колумбия (Kolombja) опубликовала стихотворение в газете «Populli»

## Биография
Родилась Сельфидже Циу в городе Гирокастре (на юге Албании) в 1918 году. Циу подружилась с Мусиной Кокалари, первой албанской женщиной, опубликовавшей роман.
Сельфидже входит в когорту албанских писателей периода 1930-х годов. В 1930-е годы в Албании царило небывалое политическое и социальное брожение. Однако литературное обновление прекратилось с оккупацией Албании Италией в 1939 и началом Второй мировой войны. Многие молодые литераторы перестали публиковаться, иные угодили в тюрьмы; некоторые покинули страну.
Сельфидже училась во Флоренции, когда началось итальянское вторжение в Албанию в 1939 году. Она вернулась в Албанию вместе со своим мужем Джемалем Бро́я и открыла вместе с ним книжный магазин в Шкодере. Сельфидже вступила в ряды Коммунистической партии Албании, и была одной из организаторов несанкционированной антифашистской демонстрации 22 февраля 1942 года. За это ее арестовали и приговорили к смертной казни, но затем выпустили. В 1947 году она была заключена в тюрьму, а затем интернирована. Её муж, Джемаль Броя, последовал за нею. В 1998 году Сельфидже Броя опубликовала свои мемуары, а также стихи и другие публикации в книге под названием «Ветры жизни» (англ.  Winds of life). Умерла в 2003 году